# Ernst Rotmund
Ernst Rotmund (* 26. November 1886 in Thorn; † 2. März 1955 in München) war ein deutscher Schauspieler.

## Leben

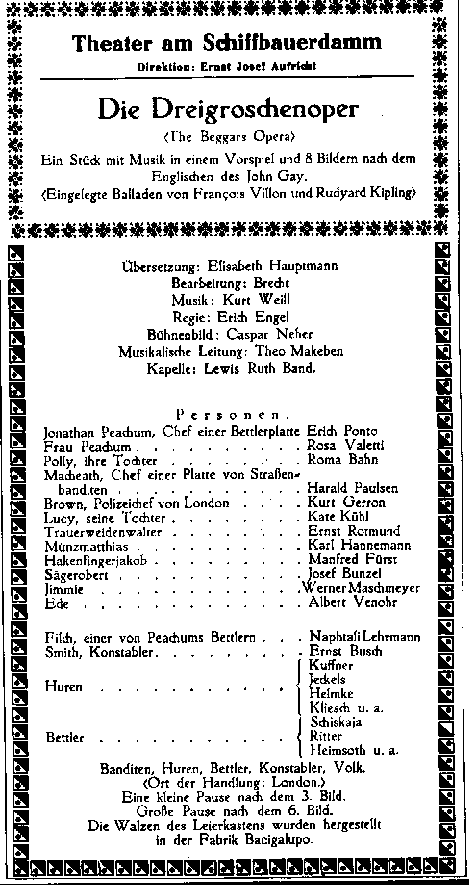
Rotmund als Trauerweidenwalter bei der Uraufführung

Rotmund spielte ab 1904 am Deutschen Theater in Berlin. Bis 1944 war er an vielen anderen Berliner Bühnen aktiv, außerdem bei Louise Dumont am Schauspielhaus Düsseldorf und bei Leopold Jessner am Neuen Schauspielhaus in Königsberg.
Beim Film übernahm Rotmund vor allem in den 1930er und 1940er Jahren zahlreiche Rollen als Nebendarsteller. In der Zeit des Nationalsozialismus war er ein regimetreuer Schauspieler und spielte auch in nazistischen Propagandafilmen. Gleichwohl saß er 1935 wegen Verstoßes gegen den § 175 StGB kurze Zeit im KZ Lichtenburg ein. 1943/44 agierte er beim Kabarett der Komiker. Rotmund stand 1944 in der Gottbegnadeten-Liste des Reichsministeriums für Volksaufklärung und Propaganda.
Nach dem Krieg setzte er seine Filmkarriere fort und spielte auch an den Münchner Kammerspielen.

## Filmografie (Auswahl)
- 1917: Die entschleierte Maja
- 1920: Der König von Paris (2 Teile)
- 1920: Der Richter von Zalamea
- 1921: Irrende Seelen
- 1921: Zwischen Flammen und Fluten
- 1922: Aus den Erinnerungen eines Frauenarztes (2 Teile)
- 1922: Wenn die Maske fällt
- 1923: Ein Weib, ein Tier, ein Diamant
- 1928: Der alte Fritz, 2. Teil: Ausklang
- 1928: Schinderhannes
- 1929: Napoleon auf St. Helena
- 1933: Es gibt nur eine Liebe
- 1933: Hitlerjunge Quex
- 1934: Aufforderung zum Tanz
- 1934: Die Finanzen des Großherzogs
- 1934: Ein Mann will nach Deutschland
- 1934: Nur nicht weich werden, Susanne!
- 1934: Ich kenn’ dich nicht und liebe dich
- 1934: Die Insel
- 1934: Lockvogel
- 1934: Mutter und Kind
- 1935: Barcarole
- 1935: Der Mann mit der Pranke
- 1935: Der rote Reiter
- 1935: Sie und die Drei
- 1935: Varieté
- 1935: Anschlag auf Schweda
- 1935: Knock out
- 1935: Der Ammenkönig
- 1936: Auf eigene Faust
- 1936: August der Starke
- 1936: Ave Maria
- 1936: Moral
- 1936: Mädchenjahre einer Königin
- 1936: Ein Mädel vom Ballett
- 1936: Eskapade
- 1936: Heißes Blut
- 1936: Ein Hochzeitstraum
- 1936: Unter heißem Himmel
- 1936: Intermezzo
- 1937: Der Hund von Baskerville
- 1937: La Habanera
- 1937: Streit um den Knaben Jo
- 1937: Tango Notturno
- 1937: Ein Volksfeind
- 1937: Gabriele: eins, zwei, drei
- 1937: Vor Liebe wird gewarnt
- 1938: Gauner im Frack
- 1938: Kautschuk
- 1938: Musketier Meier III
- 1938: Schatten über St. Pauli
- 1938: Skandal um den Hahn
- 1938: Unsere kleine Frau
- 1938: Verwehte Spuren
- 1938: Geheimzeichen LB 17
- 1939: Kennwort Machin
- 1939: Kongo-Express
- 1939: Zentrale Rio
- 1939: Eine Frau wie Du
- 1939: Sensationsprozeß Casilla
- 1939: Hallo Janine
- 1939: Wasser für Canitoga
- 1939: Wir tanzen um die Welt
- 1939/41: Pedro soll hängen
- 1940: Die Rothschilds
- 1940: Zwielicht
- 1940: Zwischen Hamburg und Haiti
- 1940: Liebesschule
- 1941: Leichte Muse
- 1941: Die schwedische Nachtigall
- 1941: Der Weg ins Freie
- 1941: … reitet für Deutschland
- 1941: Der Strom
- 1942: Die Entlassung
- 1942: Hochzeit auf Bärenhof
- 1942: Meine Frau Teresa
- 1942: Rembrandt
- 1942: Stimme des Herzens
- 1942: Viel Lärm um Nixi
- 1942: Andreas Schlüter
- 1942: Der große Schatten
- 1943: Ich vertraue Dir meine Frau an
- 1943: Damals
- 1943: Romanze in Moll
- 1944: Ich hab’ von dir geträumt
- 1945: Shiva und die Galgenblume (unvollendet)
- 1945: Die Schenke zur ewigen Liebe (unvollendet)
- 1948: Straßenbekanntschaft
- 1949: Tragödie einer Leidenschaft
- 1949: Mordprozess Dr. Jordan
- 1950: Aufruhr im Paradies
- 1950: Skandal in der Botschaft
- 1951: Drei Kavaliere
- 1951: Schatten über Neapel / Amore e sangue
- 1953: Zwerg Nase
- 1953: Jonny rettet Nebrador
- 1953: Die Nacht ohne Moral
- 1953: Ave Maria

## Hörspiele
- 1951: Molière: Der eingebildete Kranke (Notar de Bonnefois) – Regie: Walter Ohm (BR)
- 1952: Nikolai Gogol: Der Revisor (Spitalverwalter) – Regie: Walter Ohm (BR)
- 1953: Carl Zuckmayer: Ulla Winblad oder Musik und Leben des Carl Michael Bellmann – Regie: Walter Ohm (BR/RB/SWF)
- 1954: Leonhard Frank: Die Ursache (Geschworener) – Regie: Walter Ohm (BR)